# كلوستريديوم روثي - النويع الحبلي النحيل
كلوستريديوم ستيركوراريوم نويع لبتوسبارتم أو كلوستريديوم روثي نويع الحبلي النحيل هو نوع من البكتيريا من فصيلة كلوستريدياسيا.